# Coptops annulipes kangeana
Coptops annulipes kangeana es una subespecie de escarabajo longicornio del género Coptops, tribu Mesosini, subfamilia Lamiinae. Fue descrita científicamente por Breuning en 1968.

## Descripción
Mide 11-21 milímetros de longitud.

## Distribución
Se distribuye por Java.